# دبیرخانه بخش پاتاهواهتا
دبیرخانه بخش پاتاهواهتا (به لاتین: Pathahewaheta Divisional Secretariat) یک منطقهٔ مسکونی در سری‌لانکا است که در ناحیه کندی واقع شده‌است.